# Estação Carlos Pellegrini
A Estação Carlos Pellegrini é uma das estações do Metro de Buenos Aires, situada em Buenos Aires, entre a Estação Florida e a Estação Uruguay. Faz parte da Linha B e faz integração com a Linha C através da Estação Diagonal Norte e com a Linha D através da Estação 9 de Julio.
Foi inaugurada em 22 de junho de 1931. Localiza-se no cruzamento da Avenida Corrientes com a Avenida Carlos Pellegrini. Atende o bairro de San Nicolás.
La estación se ubica a metros da Praça da República e o Obelisco, em meio da Avenida 9 de Julio, o que faz que seja uma das estações mais transitadas da rede. É, além disso, é o único ponto em que se pode fazer combinação entre a linha B e as demais. Também se enlaça em sua bilheteria com a Galeria Obelisco Norte, una passagem subterrâneo comercial. Encontra-se nas proximidades dos teatros Colón, Gran Rex e Ópera.

## Galeria

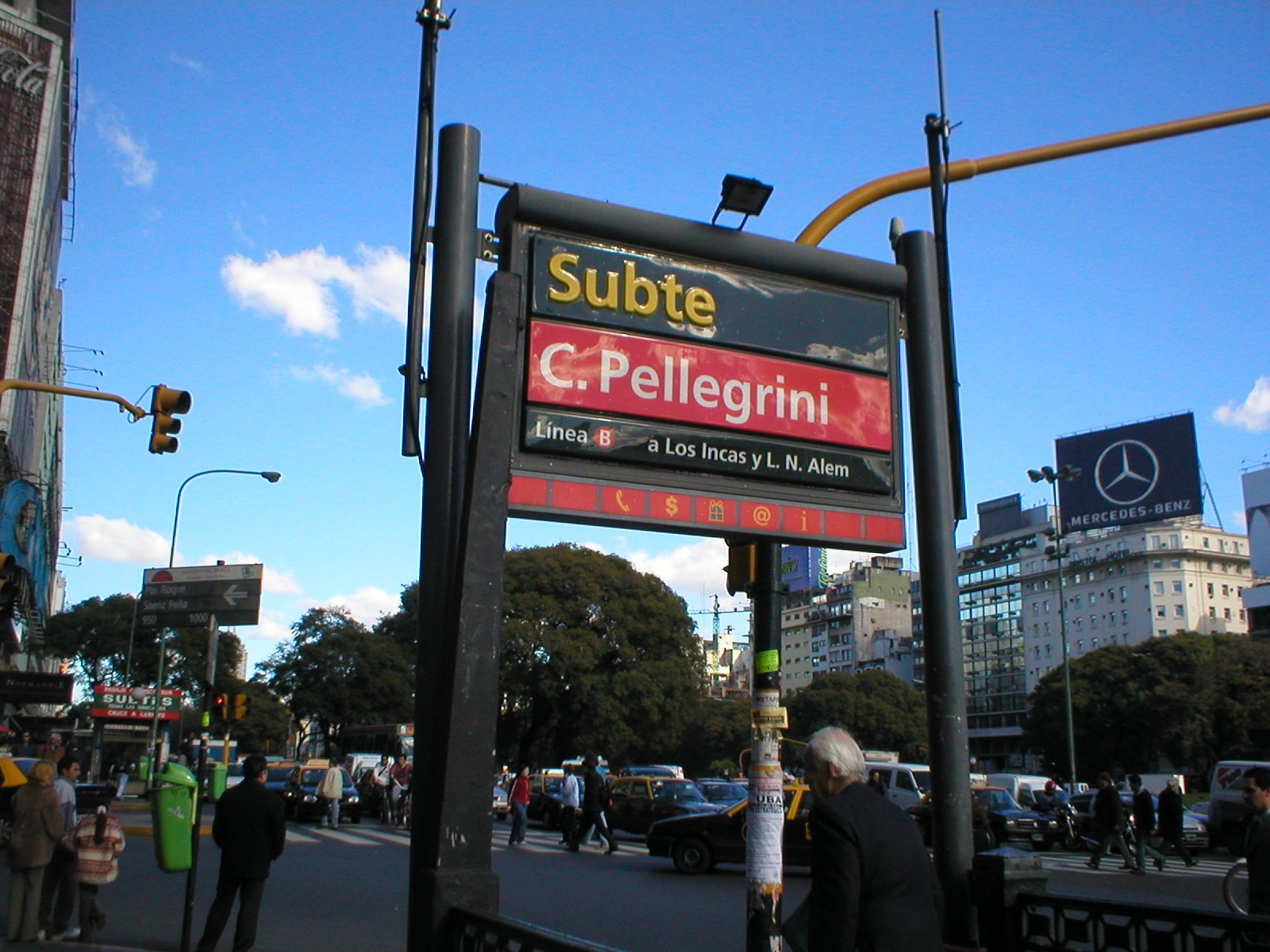
Velha boca da estação
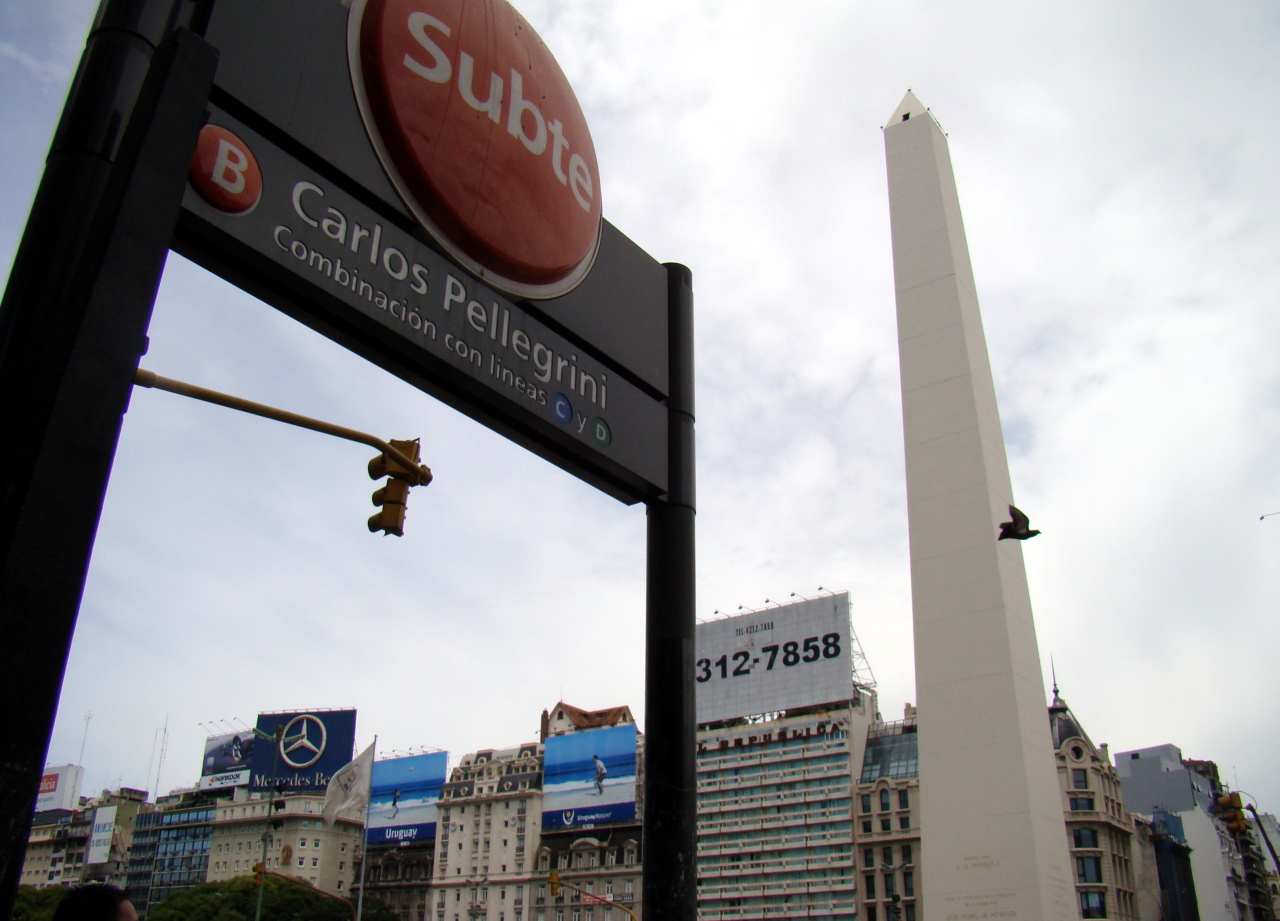
Atual boca de estação.
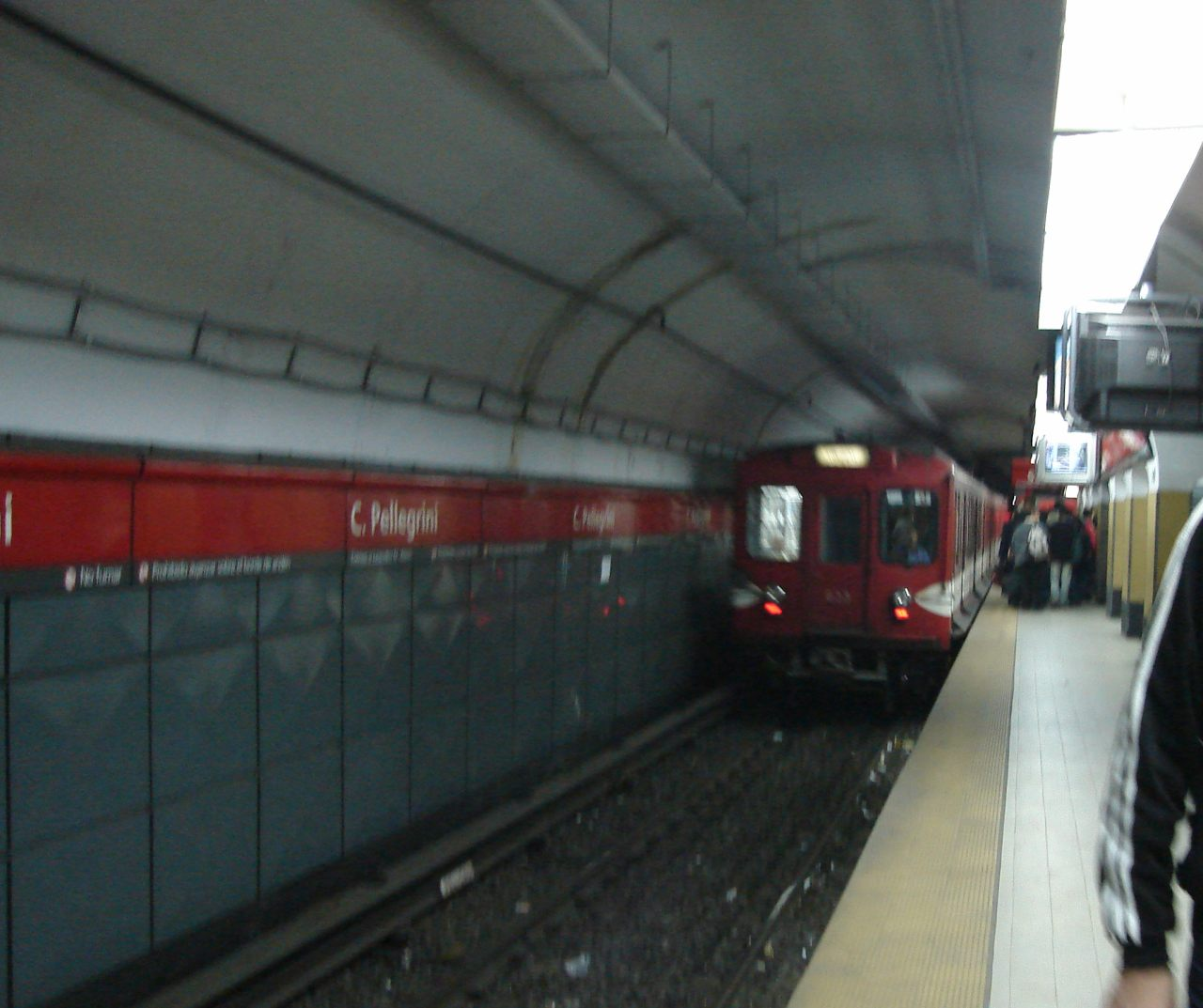
Outra vista da estação
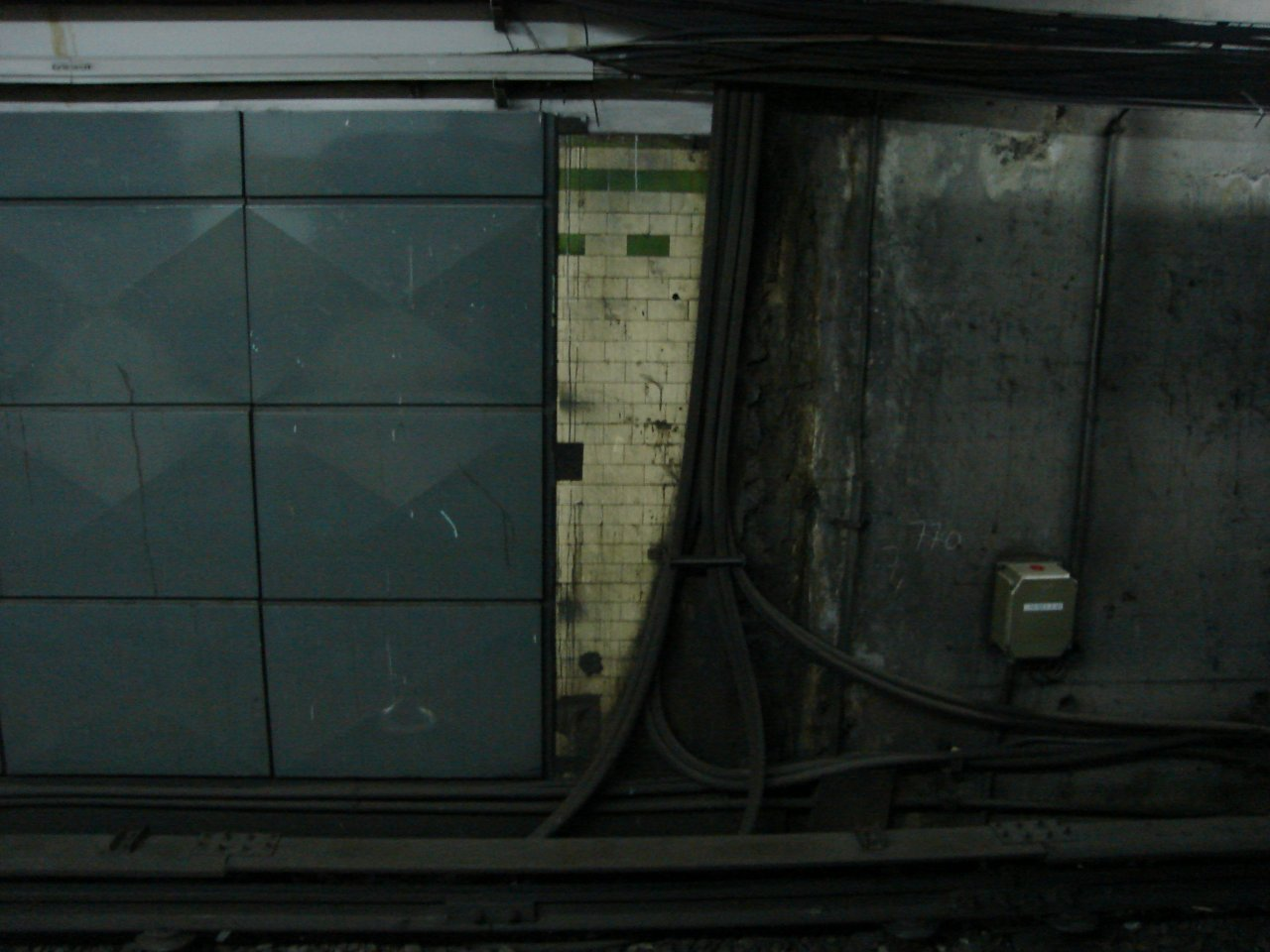
Porção do alicatado original